# Diego Milito
Diego Alberto Milito (sinh ngày 12 tháng 6 năm 1979 tại Bernal, Buenos Aires) là một cựu cầu thủ bóng đá người Argentina gốc Ý.
Milito là trụ cột trong chiến tích ăn ba của Inter mùa bóng 2009-10 và hai bàn thắng trong trận chung kết Champions League càng khẳng định anh là một trong những tiền đạo nguy hiểm nhất thế giới.

## Sự nghiệp bóng đá

### Racing Club 1999-2003: Những năm đầu ở Argentina
Năm 1999, Milito bắt đầu sự nghiệp bóng đá tại giải vô địch Argentina trong đội hình Racing, và hai năm sau giành giải vô địch Argentina. Cũng trong khoảng thời gian này, em trai Diego Milito là Gabriel Milito cũng chơi cho câu lạc bộ kình địch là Club Atlético Independiente.

### Genoa 2004-2005: Những năm đầu chơi bóng ở châu Âu
Đầu năm 2004, Diego Milito chuyển sang chơi cho câu lạc bộ Genoa C.F.C thuộc giải Series B của Ý dưới sự dẫn dắt của huấn luyện viên Serse Cosmi. Sau 2 mùa giải thành công khi Milito ghi được 33 bàn trong 59 trận, Genoa bị giáng xuống Serie C1 vì bị cáo buộc dàn xếp tỷ số trong trận đấu cuối cùng của mùa giải 2004-05. Milito bị buộc phải ra đi và cuối cùng quyết định gia nhập Real Zaragoza ở La Liga cùng với Gabriel.

### Real Razaragoza 2005-2008: Tạo dấu ấn tại Tây Ban Nha
Milito tiếp tục thể hiện khả năng của mình tại Tây Ban Nha khi ghi 4 bàn thắng trong trận trận bán kết lượt đi cúp Nhà vua Tây Ban Nha thắng Real Madrid 6-1 năm 2006. Mùa giải đó Milito là chân sút số một của câu lạc bộ với 16 lần làm tung lưới đối phương.
Milito là một trong những chân sút hàng đầu tại La Liga mùa giải 2006-07. Anh ghi được 23 bàn thắng, kém vua phá lưới Ruud van Nistelrooy hai bàn và chiếc giày vàng châu Âu năm đó Francesco Totti ba bàn.
Tháng 11 năm 2006, Zaragoza quyết định mua đứt Milito sau khi hợp đồng mượn anh trong hai năm hết hạn.
Milito trở thành đội trưởng của Zaragoza sau khi Gabriel rời câu lạc bộ để đến Barcelona năm 2007. Hợp đồng của anh được kéo dài thêm vào tháng 8 năm 2007 với điều khoản phá vỡ hợp đồng lên đến 100 triệu euro. Anh góp phần giúp cho Zaragoza cán đích ở vị trí thứ sáu trên bảng xếp hạng. Tính đến tháng 1 năm 2008, trung bình Milito ghi hơn một bàn trong 2 trận cho Zaragoza, thành tích anh cũng đạt được với Genoa.

### Genoa 2008-2009: Trở lại Italia
Ngày 1 tháng 9 năm 2008, chỉ vài phút trước khi thị trường chuyển nhượng đóng cửa, Genoa đã hoàn tất thương vụ chuyển nhượng Milito từ Zaragoza, sau khi đội bóng Tây Ban Nha phải xuống hạng. Người đại diện của anh Fernando Hidalgo xác nhận Milito đã dứt khoát chọn Genoa bất chấp những lời đề nghị hấp dẫn hơn từ các câu lạc bộ lớn khác. Anh có màn ra mắt vào ngày 14 tháng 9 trước AC Milan. Genoa thắng 2-0 và Milito kiến tạo bàn thắng đầu tiên và tự mình ấn định tỷ số. Ngày 9 tháng 11, Milito có cú hat-trick đầu tiên cho Genoa trong trận thắng Reggina 4-0. Anh kết thúc mùa giải với 24 bàn thắng trong 31 trận đấu, đứng thứ hai sau Zlatan Ibrahimović trong danh sách dội bom.

### Inter Milan

#### 2009-10: Mùa bóng đầu tiên và cú ăn ba

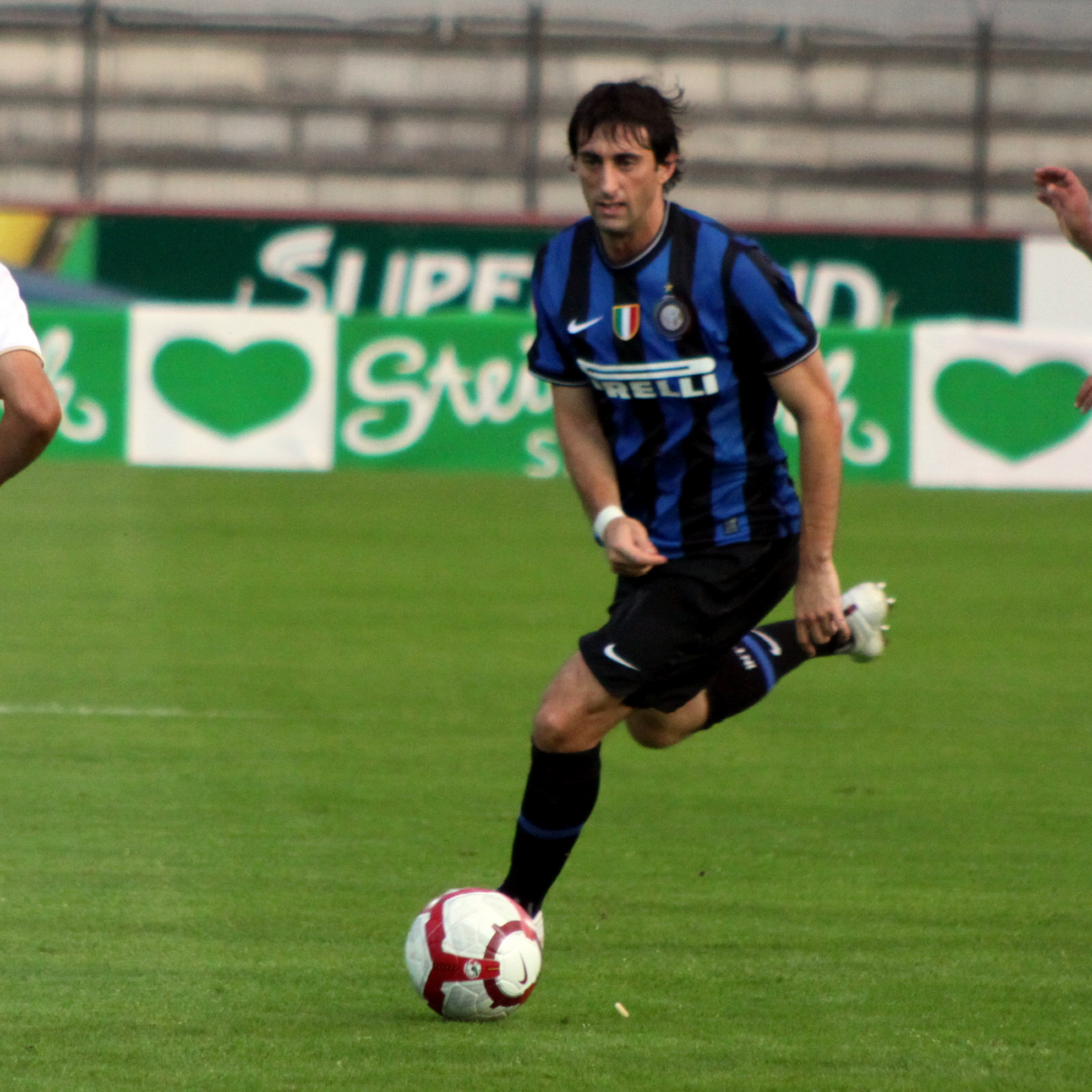
Diego Milito trong một trận đấu năm 2009

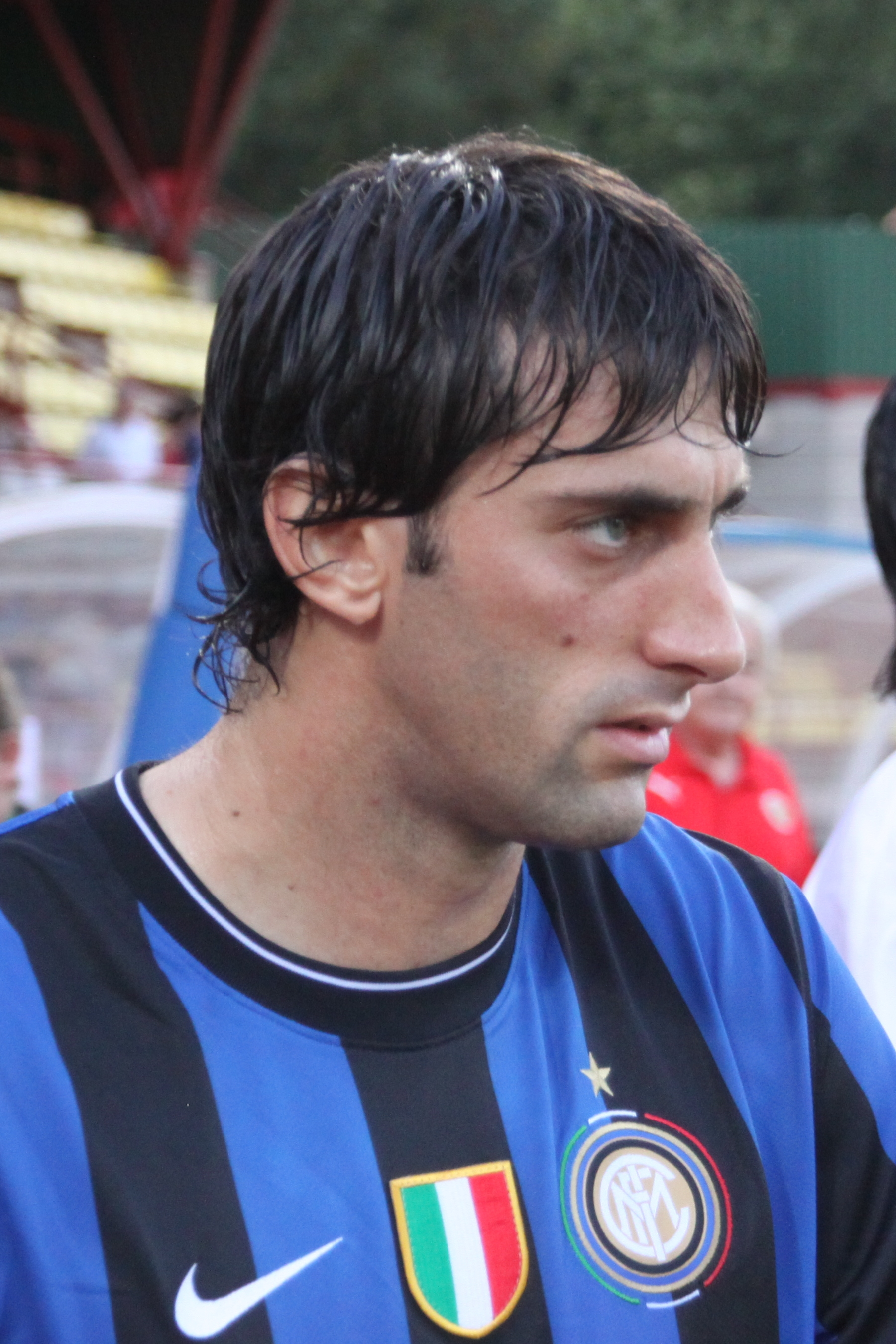
Diego Milito năm 2009

Ngày 20 tháng 5 năm 2009, tờ La Gazzetta dello Sport xác nhận rằng Diego Milito đã chuyển đến Inter Milan cùng với đồng đội Thiago Motta. Phí chuyển nhượng không được tiết lộ nhưng đổi lại Genoa đã nhận được Robert Acquafresca, Riccardo Meggiorini, Leonardo Bonucci, Francesco Bolzoni, Ivan Fatić và tiền mặt.
Milito hoàn nhập rất nhanh trong môi trường mới và đã có khởi đầu rất tốt trong màu áo Inter khi ghi cả hai bàn thắng trong trận thắng đại kình địch Milan trong giải đấu giao hữu World Football Challenge. Tiếp đó, trong trận Derby della Madonnina đầu tiên của mình, Milito đã có hai pha kiến tạo và thực hiện thành công một quả phạt đền, pha lập công đầu tiên trong mùa giải, để giúp Inter chiến thắng với tỷ số 4-0. Sau đó, vào ngày 13 tháng 9, Milito ghi bàn thắng thứ hai của mình trong trận thắng Parma 2-0 trên sân nhà. Trận đấu tiếp theo gặp Cagliari, anh ghi cả hai bàn trong chiến thắng 2-1 ngay trên sân khách. Hai bàn thắng đó cũng giúp anh trở thành chân sút có hiệu suất làm bàn tốt nhất Serie A mọi thời đại, với 28 bàn trong 35 trận, đạt hiệu suất 0.8 bàn một trận. Milito tiếp tục phong độ ấn tượng đó với một bàn thắng trong trận đấu tiếp theo gặp Napoli, bàn thắng thứ hai sau khi Samuel Eto'o mở tỷ số ngay phút thứ nhất, trận đấu mà họ chiến thắng với tỷ số 3-1.
Sự ổn định mà Milito thể hiện trong màu áo các câu lạc bộ cũ càng được củng cố vững chắc trong mùa giải đầu tiên ở Inter, và chỉ sau vài trận đấu, anh càng chứng tỏ mình là một trụ cột trong đội hình của Jose Mourinho. Ngày 30 tháng 10, trong trận thắng 5-3 trước Palermo, vừa mới trở lại sau chấn thương và chỉ được tung vào sân để bảo toàn tỷ số, Milito vẫn ghi bàn thắng thứ 5 cho Inter. Trong trận đấu tiếp theo gặp Livorno, anh tiếp tục ghi thêm một bàn thắng, nâng hiệu suất ghi bàn lên 7 bàn trong 9 trận ở giải vô địch quốc gia. Ba ngày sau đó, ngày 4 tháng 11, Milito ghi bàn thắng đầu tiên tại Champions League trong trận thắng Dinamo Kyiv tại vòng bảng. Đó là bàn thắng gỡ hòa trước khi Wesley Sneijder ấn định tỷ số vào phút 89. Ngày 24 tháng 2, trong một trận đấu khác tại Champions League, trận thắng 2-1 tại vòng 16 đội trước Chelsea, Milito tiếp tục ghi một bàn thắng quan trọng khác, cũng là bàn thắng thứ hai tại giải đấu này. Bốn ngày sau, Milito ấn định tỷ số trong trận thắng 3-2 trước Udinese, một chiến thắng đầy cảm xúc của Nerazzurri. Ngày 27 tháng 3, sau khi vắng mặt trong trận thắng Livorno 3-0 vì chấn thương gân kheo, Milito trở lại và ghi bàn trong trận đấu rất quan trọng với ứng cử viên vô địch Roma, nhưng cũng không thể giúp đội bóng tránh khỏi trận thua 2-1. Ngày 31 tháng 3, Milito ghi bàn duy nhất trong trận thắng CSKA Moskva qua đó củng cố cơ hội lọt vào bán kết Champions League. Milito còn ghi bàn thắng quan trọng trong chiến thắng 3-1 trước Barcelona trong trận bán kết lượt đi Champions League trên sân nhà.
Trong những trận đấu cuối cùng của mùa giải 2009-10, Milito càng chứng tỏ được tầm quan trọng của mình trong chiến tích đoạt cú ăn ba đầu tiên trong lịch sử bóng đá Italia. Đầu tiên tiền đạo người Argentina ghi bàn duy nhất trong chiến thắng trước Roma trong trận chung kết Coppa Italia ngày 5 tháng 5 năm 2010, mang về phòng truyền thống của Inter chiếc cúp đầu tiên của mùa giải. Mười một ngày sau đó, vẫn là bàn thắng của Milito đã mang về Scudetto thứ 18 cho Inter khi họ đánh bại Siena 1-0 ở lượt đấu cuối cùng. Khi khoảng cách giữa hai đội đầu bảng chỉ là hai điểm, bàn thắng đó đã mang lại vinh quang cho Inter khi Inter có lúc tưởng chừng như đã để tuột chức vô địch sau giờ nghỉ bởi chiến thắng của Roma trước Chievo trong trận đấu cùng giờ. Milito cũng tuyên bố đó là "bàn thắng tuyệt vời nhất sự nghiệp", có ý nghĩa quyết định đến danh hiệu vô địch quốc gia của Inter. Tuy nhiên, Milito còn làm được nhiều hơn thế khi lại một lần nữa chứng tỏ được tầm quan trọng của mình và ghi cả hai bàn thắng trong chiến thắng trước Bayern Munich trong trận chung kết Champions League. Inter trở lại ngôi vương châu Âu sau 45 năm và hoàn tất cú ăn ba lịch sử.

Sau cú ăn ba thành công đó, rất nhiều chuyên gia và bình luận viên mới để ý rằng Milito luôn là một tiền đạo hiệu quả và ổn định, nhưng chưa bao giờ được đánh giá một cách đúng mực về tài năng của mình bởi phong cách trầm lặng và anh chỉ mới thi đấu ở những câu lạc bộ nhỏ, thiếu tham vọng trước khi gia nhập Inter. Ghi bàn ở những giải đấu hấp dẫn nhất cho một đội bóng lớn cuối cùng cũng mang lại cho tiền đạo người Argentina sự thừa nhận xứng đáng dành cho khả năng săn bàn cũng như những kỷ lục của anh. Về Milito và hai bàn thắng trong trận chung kết Champions League, tờ The Guardian viết: 
| “ | Óc phán đoán, khả năng chớp thời cơ, kỹ thuật hoàn hảo và sự điềm tĩnh - hai bàn thắng đó hội tụ đầy đủ các yếu tố mà một tiền đạo cần, thêm vào đó là sự uyển chuyển trong những bước chạy. Diego Milito hầu như không phải là mẫu tiền đạo mang lại nhiều cảm xúc như Messi hay có có sức mạnh làm nổ tung cầu trường như Tévez, nhưng sự chắt chiu của anh thì có sức phá hoại ghê gớm... | ” |

Ngày 9 tháng 8 năm 2010, Milito ký hợp mới có thời hạn bốn năm với Nerazzurri. Ngày 26 tháng 8 năm 2010, Milito nhận danh hiệu Tiền đạo và Cầu thủ xuất sắc nhất UEFA.

#### 2010-2014: Sau cú ăn ba
Ở mùa giải thứ hai, Milito đã không thể tái hiện lại thành công đã có ở mùa trước. Điều này chủ yếu do tái phát chấn thương cơ khiến anh hiếm khi được đá chính từ tháng 8 đến tháng 4. Phong độ của Hoàng tử do đó cũng bị ảnh hưởng, và sự ra đi của Jose Mourinho hay sự hợp tác ngắn ngủi với Rafa Benitez (tháng 8-tháng 12 năm 2010) cũng không thể cải thiện được tình hình. Ngày 29 tháng 5 năm 2011, Milito ghi một bàn thắng trong chiến thắng 2-1 trước Palermo trong trận chung kết cúp Italia. Tuy nhiên ở mùa giải 2011-2012, anh bắt đầu lấy lại phong độ, ghi một bàn trong chiến thắng 4-1 trước Lecce, hai bàn khi hủy diệt Parma 5-0, và bàn thắng rất quan trọng trong chiến thắng 1-0 trước Milan để đưa Inter trở lại cuộc đua vô địch. Milito tiếp tục chuỗi ghi bàn trong chiến thắng 2-1 trước Lazio. Phong độ đó tiếp tục với 4 bàn thắng tuyệt vời trong trận hòa 4-4 trước Palermo trên sân nhà, trận đấu mà Fabrizio Miccoli cũng lập một hat-trick. Ngày 1 tháng 4 anh có một hattrick vào lưới đội bóng cũ Genoa. Ngày 6 tháng 5, Milito có hattrick thứ hai trong mùa giải trước đối thủ truyền kiếp của Inter, AC Milan. Ba bàn thắng đó giúp Inter chiến thắng 4-2 và mang về Scudetto cho Juventus. Với 23 bàn thắng ghi được, anh đã vượt qua thành tích 22 bàn của mùa giải 2009-10.

## Sự nghiệp quốc tế
Milito ghi hai bàn thắng trong trận đấu ra mắt đội tuyển quốc gia trước Uruguay năm 2003 nhưng không được góp mặt thường xuyên trong những năm sau đó, và không được tham dự World Cup 2006. Anh thi đấu cho đội tuyển Argentina tại Copa America 2007, đá chính trong trận đấu gặp Colombia tại vòng bảng sau chấn thương của Hernán Crespo. Anh cũng có tên trong danh sách 23 cầu thủ tham dự World Cup 2010.

## Cuộc sống cá nhân
Diego kết hôn với Sofia và họ có hai đứa con. Anh cũng đã có hộ chiếu Italia bởi gốc gác Calabria, Italia. Milito có một người em trai Gabriel hiện đang thi đấu cho câu lạc bộ Independiente.

## Thống kê sự nghiệp

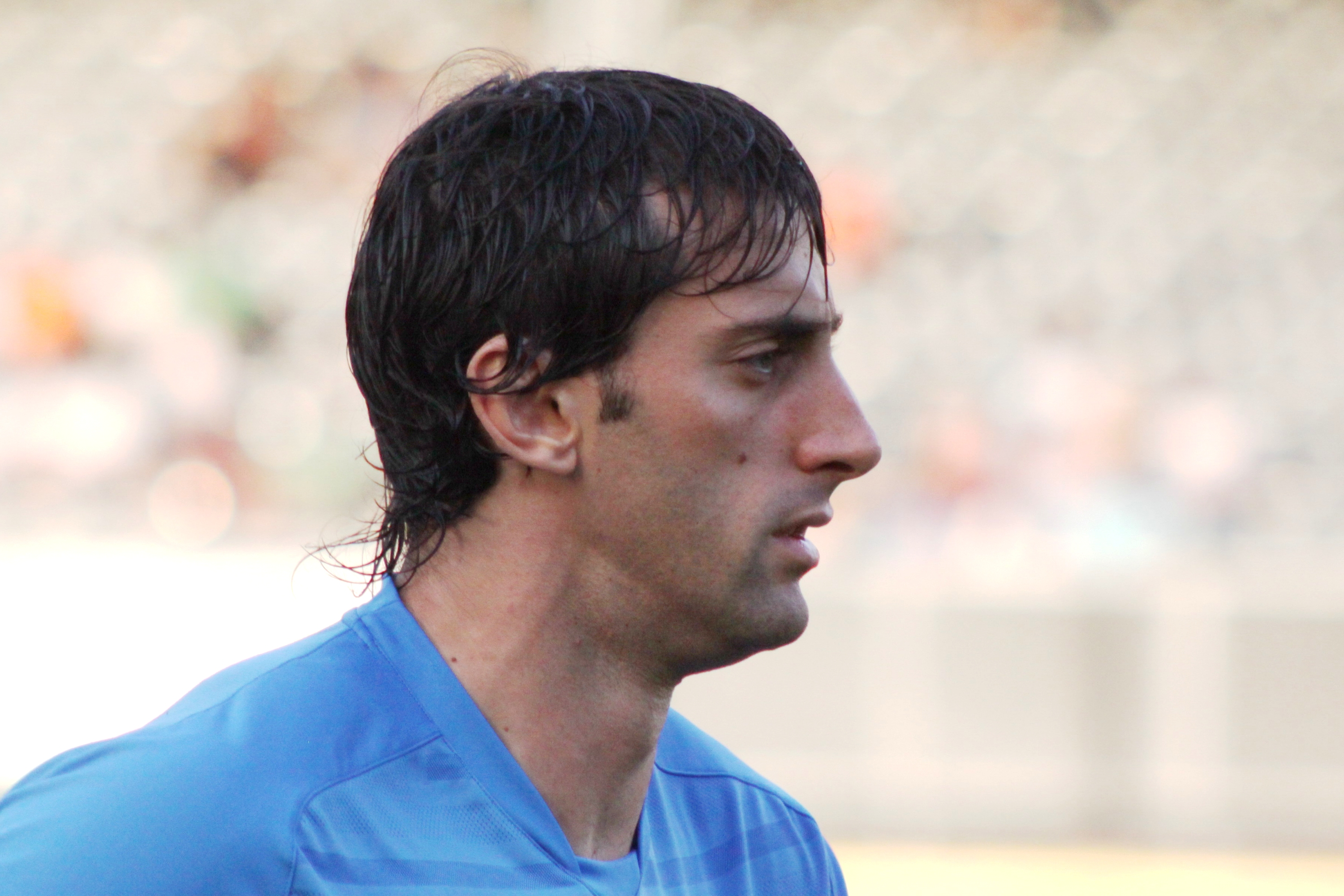
Diego Milito trong một buổi tập năm 2009

### Câu lạc bộ
Tính đến 13 tháng 5 năm 2012
| CLB            | Mùa giải       | Giải VĐQG | Giải VĐQG | Cúp  | Cúp | Quốc tế | Quốc tế | Tổng cộng | Tổng cộng |
| CLB            | Mùa giải       | Trận      | Bàn       | Trận | Bàn | Trận    | Bàn     | Trận      | Bàn       |
| -------------- | -------------- | --------- | --------- | ---- | --- | ------- | ------- | --------- | --------- |
| Racing         | 1999–2000      | 11        | 1         | 0    | 0   | 0       | 0       | 11        | 1         |
| Racing         | 2000–01        | 35        | 2         | 0    | 0   | 0       | 0       | 35        | 2         |
| Racing         | 2001–02        | 38        | 9         | 0    | 0   | 0       | 0       | 38        | 9         |
| Racing         | 2002–03        | 35        | 14        | 0    | 0   | 11      | 3       | 46        | 17        |
| Racing         | 2003–04        | 18        | 8         | 0    | 0   | 0       | 0       | 18        | 8         |
| Racing         | Tổng cộng      | 137       | 34        | 0    | 0   | 11      | 3       | 148       | 37        |
| Genoa          | 2003–04        | 20        | 12        | 2    | 0   | —       | —       | 22        | 12        |
| Genoa          | 2004–05        | 39        | 21        | 3    | 1   | —       | —       | 42        | 22        |
| Genoa          | Tổng cộng      | 59        | 33        | 5    | 1   | —       | —       | 64        | 34        |
| Zaragoza       | 2005–06        | 36        | 15        | 8    | 6   | —       | —       | 44        | 21        |
| Zaragoza       | 2006–07        | 37        | 23        | 3    | 0   | —       | —       | 40        | 23        |
| Zaragoza       | 2007–08        | 35        | 15        | 4    | 2   | 2       | 0       | 41        | 17        |
| Zaragoza       | Tổng cộng      | 108       | 53        | 15   | 8   | 2       | 0       | 125       | 61        |
| Genoa          | 2008–09        | 31        | 24        | 3    | 2   | —       | —       | 34        | 26        |
| Genoa          | Tổng           | 31        | 24        | 3    | 2   | —       | —       | 34        | 26        |
| Internazionale | 2009–10        | 35        | 22        | 5    | 2   | 11      | 6       | 51        | 30        |
| Internazionale | 2010–11        | 23        | 5         | 3    | 1   | 6       | 2       | 32        | 8         |
| Internazionale | 2011–12        | 33        | 24        | 1    | 0   | 7       | 2       | 38        | 26        |
| Internazionale | Tổng cộng      | 91        | 51        | 9    | 3   | 22      | 9       | 122       | 64        |
| Tổng sự nghiệp | Tổng sự nghiệp | 426       | 195       | 32   | 14  | 35      | 12      | 493       | 222       |

### Đội tuyển quốc gia
| Đội tuyển bóng đá Argentina | Đội tuyển bóng đá Argentina | Đội tuyển bóng đá Argentina |
| Năm                         | Trận                        | Bàn                         |
| --------------------------- | --------------------------- | --------------------------- |
| 2003                        | 5                           | 3                           |
| 2004                        | 2                           | 0                           |
| 2005                        | 0                           | 0                           |
| 2006                        | 0                           | 0                           |
| 2007                        | 6                           | 1                           |
| 2008                        | 2                           | 0                           |
| 2009                        | 5                           | 0                           |
| 2010                        | 4                           | 0                           |
| Tổng cộng                   | 24                          | 4                           |

### Bàn thắng quốc tế
| #  | Ngày                | SVĐ                                                      | Đối thủ  | Tỷ số | Kết quả | Giải đấu          |
| -- | ------------------- | -------------------------------------------------------- | -------- | ----- | ------- | ----------------- |
| 1. | 31 tháng 1 năm 2003 | Estadio Olímpico Metropolitano, San Pedro Sula, Honduras | Honduras | 1 – 0 | 3–1     | Giao hữu          |
| 2. | 16 tháng 7 năm 2003 | Estadio Ciudad de La Plata, La Plata, Argentina          | Uruguay  | 1 – 0 | 2–2     | Giao hữu          |
| 3. | 16 tháng 7 năm 2003 | Estadio Ciudad de La Plata, La Plata, Argentina          | Uruguay  | 2 – 0 | 2–2     | Giao hữu          |
| 4. | 2 tháng 7 năm 2007  | Estadio José Pachencho Romero, Maracaibo, Venezuela      | Colombia | 4 – 2 | 4–2     | 2007 Copa América |

Thống kê tính đến ngày 22 tháng 5 năm 2010

## Danh hiệu

### Câu lạc bộ

#### Racing Club
- Argentine Primera División (1): 2001

#### Inter Milan
- Serie A (1): 2009–10
- Coppa Italia (2): 2009–10, 2010–11
- Supercoppa Italiana (1): 2010
- UEFA Champions League (1): 2009–10
- FIFA Club World Cup (1): 2010

### Cá nhân
- Guerin d'Oro (1): 2008-2009
- Cầu thủ xuất sắc nhất Chung kết UEFA Champions League 2010: 2010
- UEFA Club Forward of the Year (1): 2009–10
- Cầu thủ xuất sắc nhất mùa bóng của UEFA (1): 2009–10
- Serie A Footballer of the Year (1): 2009–10
- Cầu thủ nước ngoài trong năm của Serie A (1): 2009–10